# 아담 폰 브레멘

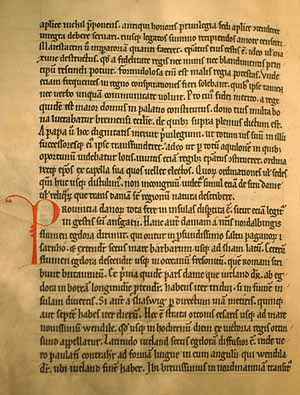
아담 폰 브레멘이 집필한 연대기 《함부르크 주교들의 사적》

아담 폰 브레멘 또는 브레멘의 아담(독일어: Adam von Bremen, 라틴어: Adamus Bremensis 아다무스 브레멘시스[*], 1050년 이전(추정) ~ 1081년 또는 1085년 8월 12일(추정))은 중세 시대에 활동했던 독일의 연대기 저술가이다. 연대기 《함부르크 주교들의 사적》의 저자이기도 하다.

## 생애
그의 생애에 대해서는 그의 저술한 연대기에 비해 거의 알려지지 않았다. 작센주 마이센 출신으로 추정된다. 그가 저술한 연대기에 따르면 아담은 많은 저술가와 가까운 교류가 있었던 것으로 추정된다. "현자 아담"(Magister Adam)이라는 별칭이 붙었을 정도로 고등 교육 과정을 마친 것으로 추정되는데 아담은 마그데부르크 주교구 성당 부속 신학교에서 학문을 배웠을 것으로 추정된다.
1066년 또는 1067년에 아담은 함부르크 주교를 역임하고 있던 아달베르트(Adalbert)의 초청으로 브레멘 대교구에 합류했다. 아달베르트는 아담이 대교구의 문학적 평가를 향상할 것이라고 확신했다. 아담은 브레멘 교회에 참여했고 1069년에는 브레멘 대성당 부속 신학교의 교장으로 취임했다. 교장이 된 이후에는 브레멘, 함부르크, 스칸디나비아 국가들에 관한 연대기를 집필했다.
당시 브레멘은 상업과 교역의 주요 도시였으며 이곳에 있던 상인과 선교사들이 다른 곳으로 파견되었다. 초기의 함부르크 대주교구는 여러 차례 공격을 받으면서 파괴되었고 외적의 침공으로부터 보호하기 위해 브레멘 대주교구에 합병되었다. 함부르크-브레멘 대주교구는 안스가르(Ansgar) 주교 시대부터 300년 동안에 걸쳐 "북방의 선교 거점"으로 여겨졌고 스칸디나비아, 러시아 북서부, 아이슬란드, 그린란드의 선교 활동에 관한 모든 권한을 부여받았다.
아담은 자신이 차지하는 지위와 브레멘 교회의 선교 활동 덕분에 독일 북부의 역사와 지리에 관한 모든 정보를 수집할 수 있었다. 덴마크의 스베인 아스트리다르손(스벤 2세) 국왕의 궁정에 체류하던 동안에는 덴마크와 스칸디나비아 국가들에 관한 역사와 지리에 대한 지식을 수집할 기회를 가졌다. 아달베르트 주교가 사망한 이후에는 연대기 《함부르크 주교들의 사적》을 집필했으며 이 연대기는 1075년 또는 1076년에 완성되었다.